# Kecamatan Seputih Surabaya
Kecamatan Seputih Surabaya (indonesiska: Kecamatan Seputih Sukabaya, Seputih Surabaya) är ett distrikt i Indonesien.   Det ligger i provinsen Lampung, i den västra delen av landet, 210 km nordväst om huvudstaden Jakarta.